# Vicariato apostolico di Eliopoli d'Egitto
Il vicariato apostolico di Eliopoli d'Egitto (in latino: Vicariatus Apostolicus Heliopolitanus in Aegypto) è stato una sede della Chiesa cattolica. Fu soppresso il 30 novembre 1987.

## Storia
La prefettura apostolica del Delta del Nilo fu eretta il 25 gennaio 1886, ricavandone il territorio dal vicariato apostolico dell'Egitto (oggi vicariato apostolico di Alessandria d'Egitto).
Il 13 settembre 1894 cedette una porzione del suo territorio a vantaggio dell'erezione della prefettura apostolica dell'Eritrea (successivamente vicariato apostolico di Asmara).
Il 17 settembre 1909 la prefettura apostolica fu elevata a vicariato apostolico con il breve Quae rei sacrae di papa Pio X.
Il 27 gennaio 1951 assunse il nome di vicariato apostolico di Eliopoli d'Egitto in forza del decreto Nuper Apostolicae Sedi della Congregazione per le Chiese orientali.
Il 29 aprile 1978 fu unito in persona episcopi al vicariato apostolico di Alessandria d'Egitto e al vicariato apostolico di Porto Said.
Il 30 novembre 1987 in forza del decreto Cum olim della Congregazione per le Chiese orientali il vicariato apostolico fu soppresso e il suo territorio fu unito a quello del vicariato apostolico di Alessandria d'Egitto.

## Cronotassi dei vescovi
- Augustin Duret, S.M.A. † (10 dicembre 1885 - settembre 1914 dimesso)
- Jules Girard, S.M.A. † (8 luglio 1921 - 23 marzo 1950 deceduto)
- André van den Bronk, S.M.A. † (30 luglio 1946 - 15 maggio 1952 nominato vescovo di Kumasi)
- Noël Laurent Boucheix, S.M.A. † (11 marzo 1953 - 6 luglio 1958 nominato vescovo di Porto-Novo)
- Amand Louis Marie Antoine Hubert, S.M.A. † (7 aprile 1959 - 29 aprile 1978 ritirato)
- Egidio Sampieri, O.F.M. † (29 aprile 1978 - 30 novembre 1987 cessato)

## Statistiche
La diocesi nel 1980 contava 1.600 battezzati.
| anno | popolazione | popolazione | popolazione | presbiteri | presbiteri | presbiteri | presbiteri                | diaconi | religiosi | religiosi | parrocchie |
| anno | battezzati  | totale      | %           | numero     | secolari   | regolari   | battezzati per presbitero | diaconi | uomini    | donne     | parrocchie |
| ---- | ----------- | ----------- | ----------- | ---------- | ---------- | ---------- | ------------------------- | ------- | --------- | --------- | ---------- |
| 1950 | 10.758      | 5.000.000   | 0,2         | 89         | 4          | 85         | 120                       |         | 84        | 486       | 15         |
| 1970 | 2.140       | 11.000.000  | 0,0         | 72         | 2          | 70         | 29                        |         | 92        | 360       | ?          |
| 1980 | 1.600       | ?           | ?           | 70         | 4          | 66         | 22                        |         | 83        | 350       | 5          |